# Villa romana de Borg

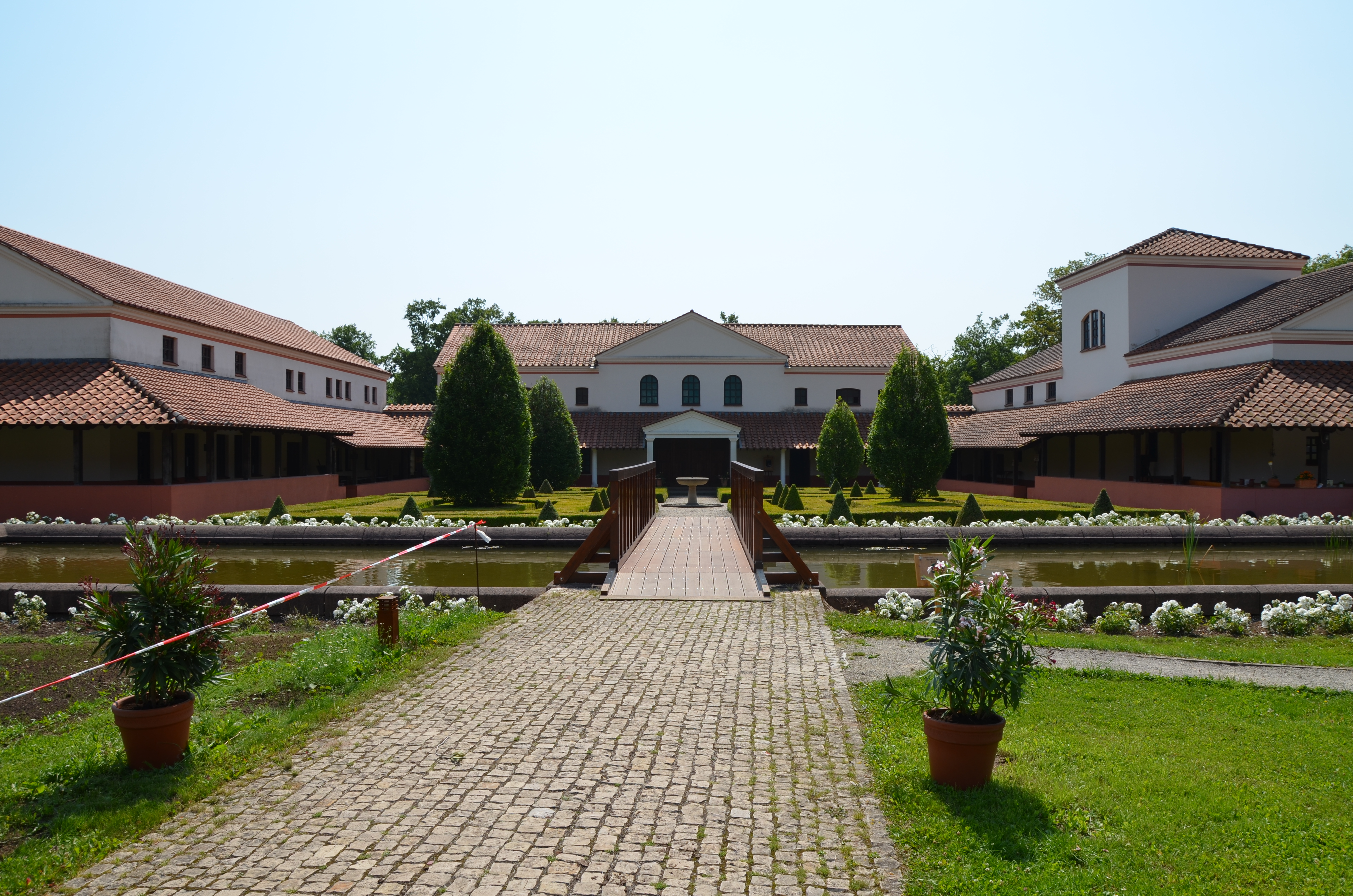
El edificio principal reconstruido de la Villa Borg

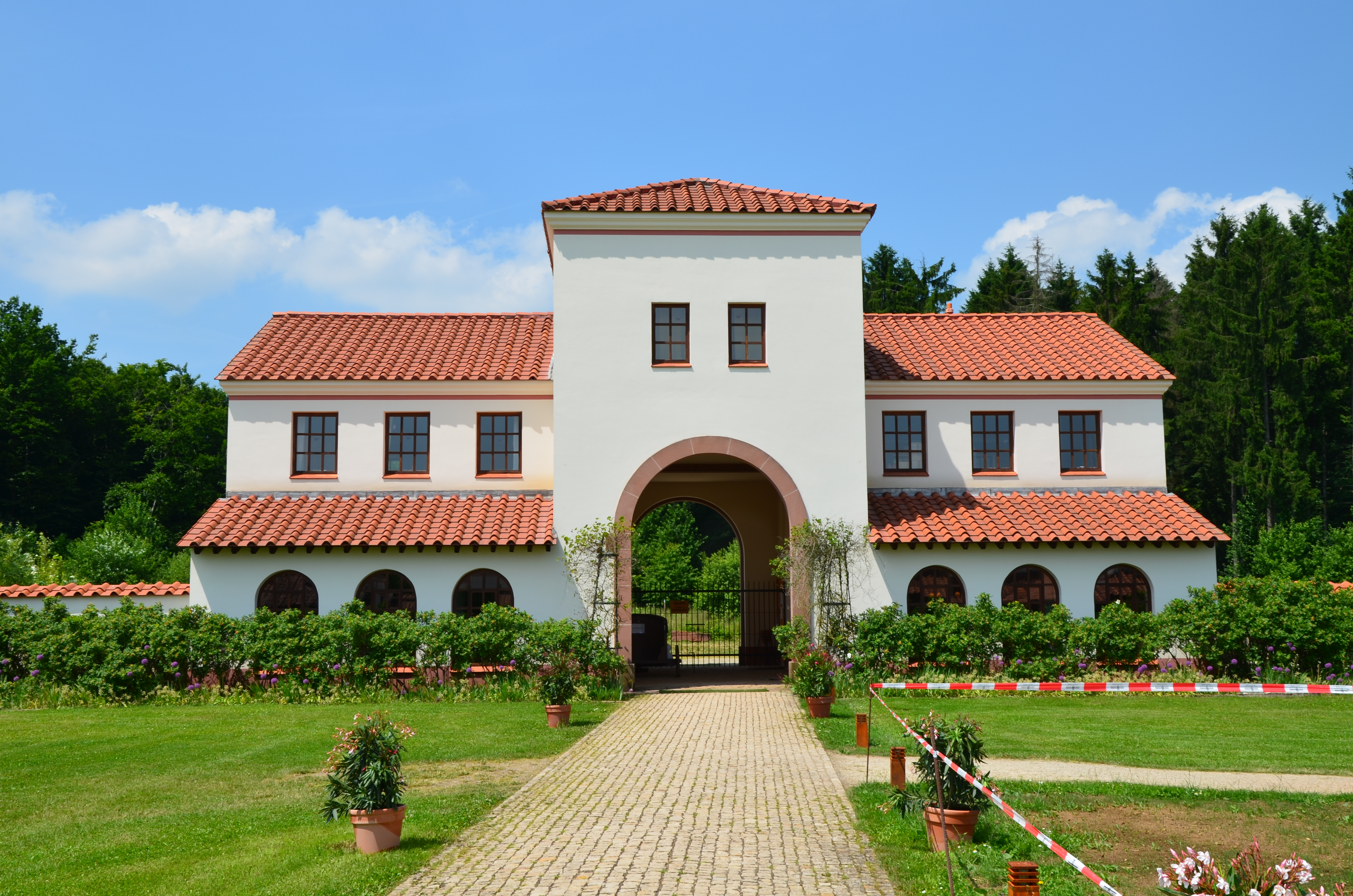
El edificio del portal

La Villa romana de Borg es una villa rustica romana reconstruida que se sitúa cerca de las localidades alemanas de Borg y Oberleuken, pertenecientes al municipio de Perl, en el estado federado del Sarre, cerca de la frontera con Francia y Luxemburgo. Fue descubierta a finales del siglo XIX y se comenzó a excavar a finales de la década de 1980. En la actualidad funciona como un museo al aire libre con fines educativos.
Las obras de reconstrucción, que comenzaron a mediados de la década de 1990, concluyeron prácticamente en su totalidad a finales de 2008, aunque los trabajos de excavación aún continúan. Constituye una popular atracción turística en la que se programan diversos eventos y actividades a lo largo de todo el año. Las instalaciones cuentan con el apoyo de la Fundación Cultural del distrito de Merzig-Wadern.

## Historia

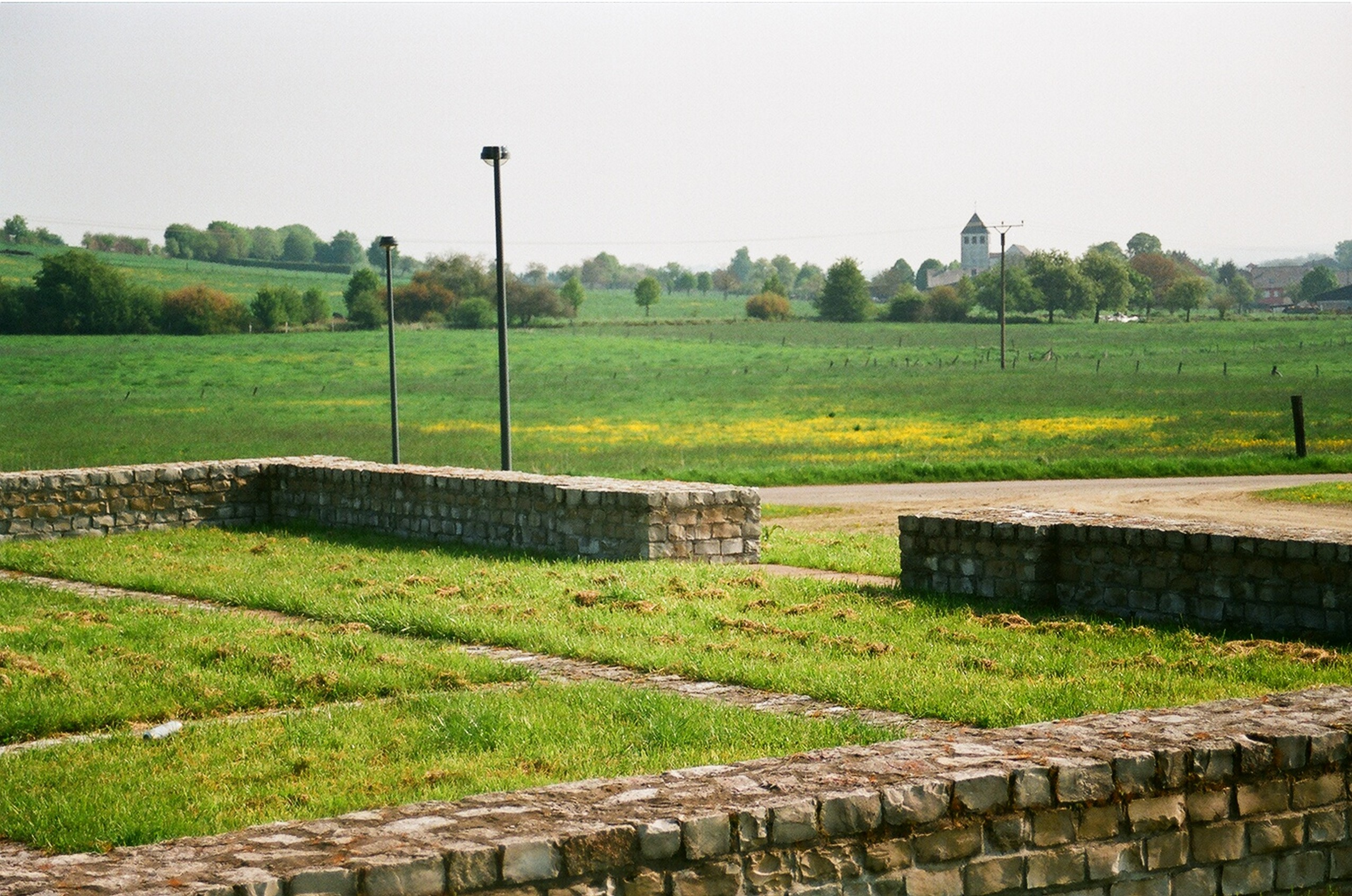
Una excavación cercana en las afueras del pueblo de Borg

La población de los pueblos vecinos siempre había tenido conocimiento del lugar, ya que durante siglos se había utilizado como cantera. Pero fue Johann Schneider, un maestro de escuela de Oberleuken, el primero en interesarse por su historia. En torno a 1900 realizó pequeñas excavaciones y pronto descubrió vestigios de muros y objetos de cerámica de la época romana, determinando así los orígenes romanos del extenso campo de escombros. Sus investigaciones cayeron en el olvido debido a las dos guerras mundiales, y pasaría más de medio siglo hasta que este yacimiento volviera a atraer la atención de los científicos.
No fue hasta mediados de la década de 1980 cuando las autoridades del Sarre procedieron a vallar el recinto al constatar que las excavaciones ilegales empezaban a amenazar su supervivencia. En 1986 se iniciaron los trabajos planificados de excavación, que no tardaron en sacar a la luz pruebas de la existencia de una población prerromana situada justo debajo de los cimientos de la villa romana. No sólo se hallaron vestigios de estructuras de la Edad de Hierro, sino también de asentamientos de la cultura del vaso campaniforme. También se encontraron herramientas que databan del Neolítico.

## Descripción
Se trata de una villa rustica o complejo agrícola que consta de una gran residencia palaciega o pars urbana y una pars rustica o zona económica. Se extiende sobre una superficie de unas 7,5 hectáreas en la cima de una pequeña colina entre los ríos Sarre y Mosela, una de las zonas de asentamiento humano más antiguas del Sarre. La villa se encuentra directamente sobre la importante carretera romana que une Metz con Tréveris. El hecho de que desde la época posromana el emplazamiento no se haya usado para la agricultura ni se haya reconstruido ha permitido que los restos romanos se conserven en muy buen estado.

## Reconstrucción

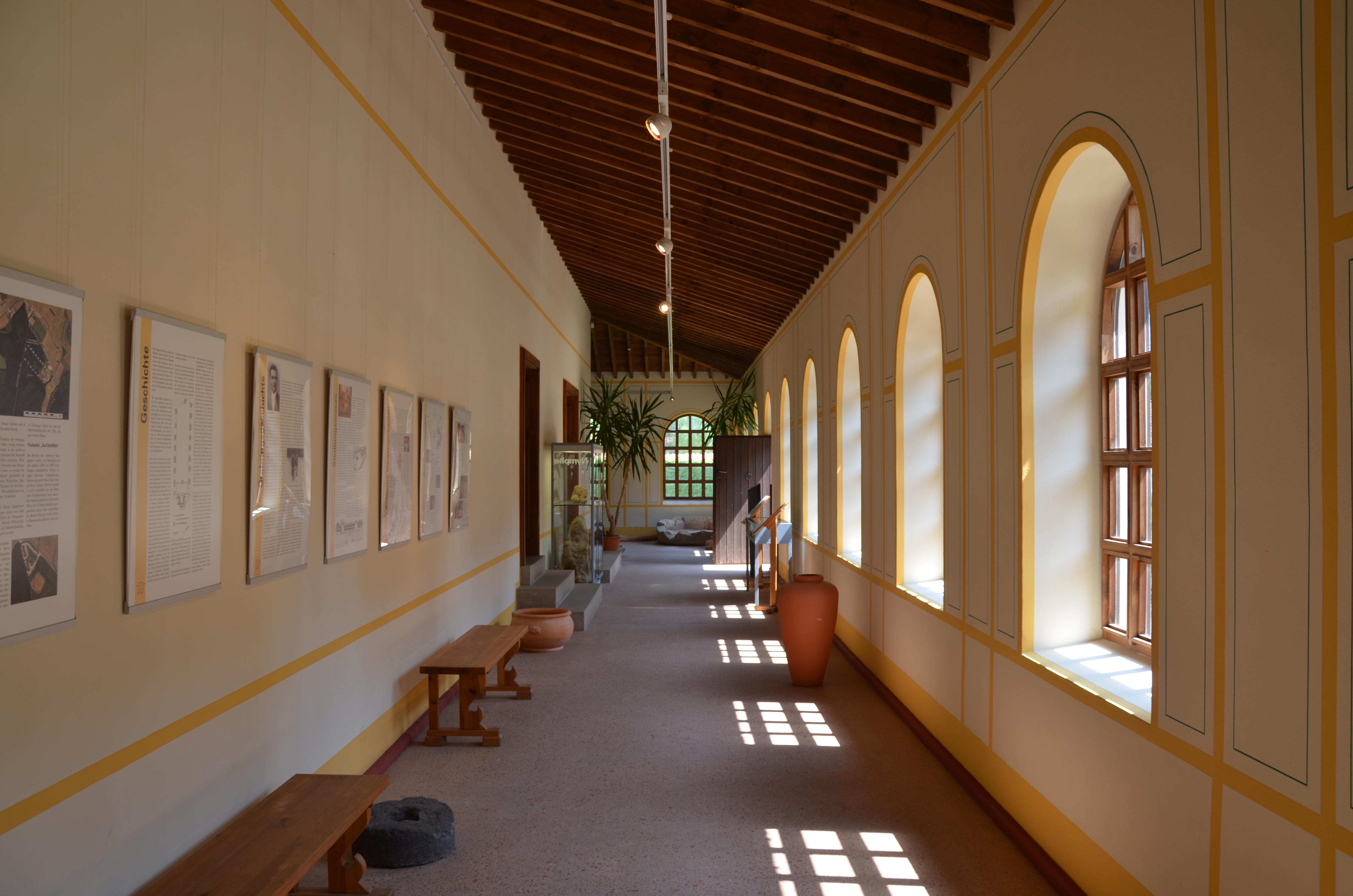
Uno de los pasillos del edificio principal

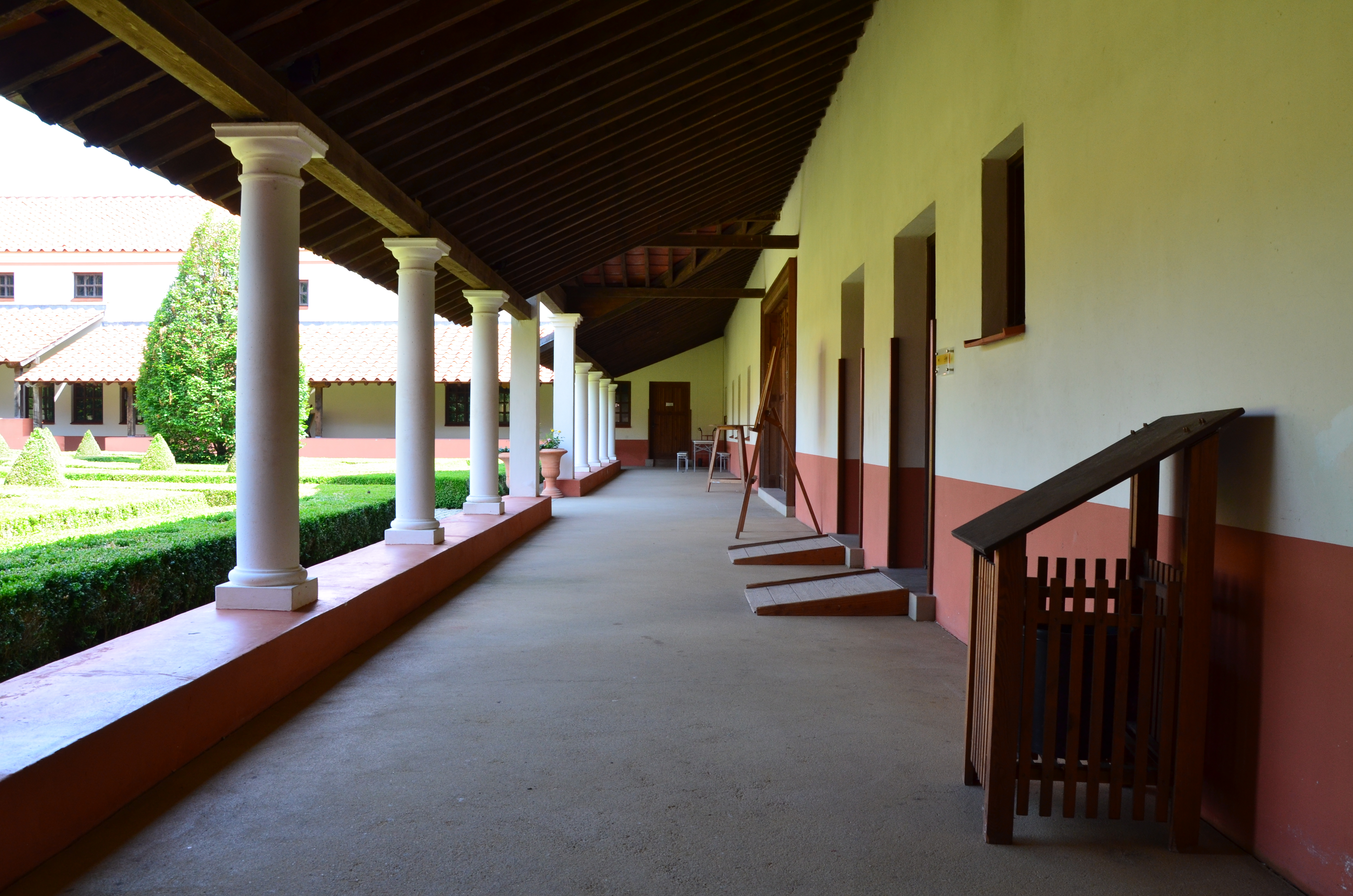
Parte de la columnata y el patio del edificio principal

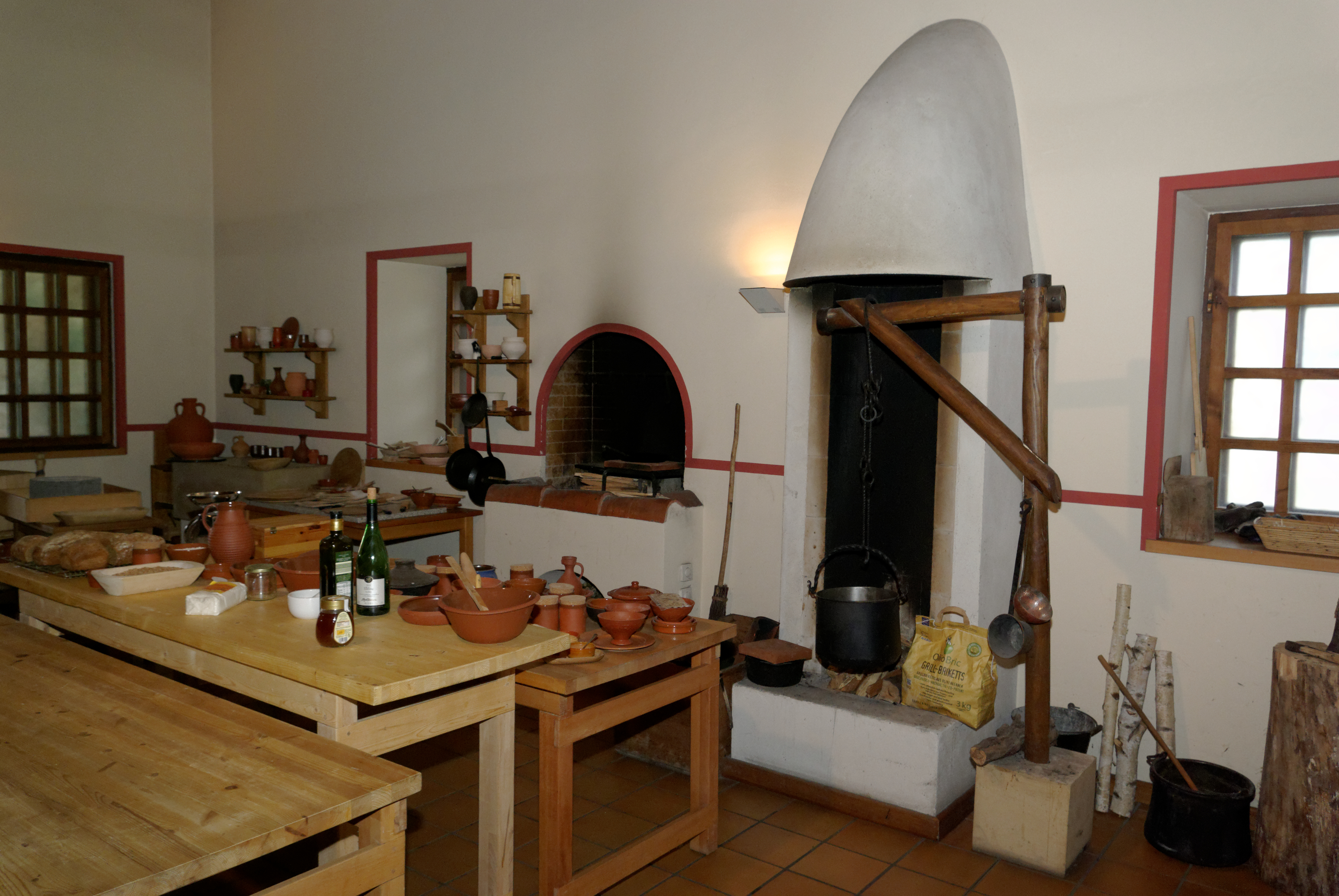
La cocina

Tras numerosas deliberaciones y varios coloquios con expertos alemanes y extranjeros, la Fundación Cultural del distrito de Merzig-Wadern, junto con la Oficina Estatal de Conservación (actual Oficina Estatal de Monumentos del Sarre), tomó en 1994 la trascendental decisión no sólo de excavar todo el complejo de la villa, sino también de proceder a la reconstrucción del recinto con arreglo a criterios científicos, y con ello darle una nueva vida.
Los trabajos de reconstrucción tuvieron por objeto ofrecer una representación fidedigna de los edificios tal y como eran originalmente, para que los visitantes puedan apreciar mejor la arqueología y la antigüedad. Para ello, además de basarse en los hallazgos de las excavaciones, se tomaron como referencia otros yacimientos de similares características (como Echternach, en Luxemburgo), así como la literatura antigua (por ejemplo, Vitruvio) y moderna. Los edificios reconstruidos se alzan sobre los muros de cimentación romanos. Se ha reconstruido la fase de la edificación en la que la villa tenía su mayor extensión y su mobiliario más lujoso, es decir, el estado constructivo correspondiente a los siglos II a III d. C.
En la actualidad, los edificios son: las termas, totalmente funcionales, que constan de un frigidarium (baño frío), un caldarium (baño caliente) y un tepidarium (baño templado), con letrinas, vestuario y zona de descanso; la casa señorial o edificio principal, con un gran vestíbulo de recepción y varias salas anexas en las que se exponen los hallazgos más importantes del yacimiento; la cocina romana (terminada en 2008); un edificio residencial y una taberna, que no formaba parte de la villa original, en la que se sirven platos inspirados en antiguas recetas romanas.

## Jardines

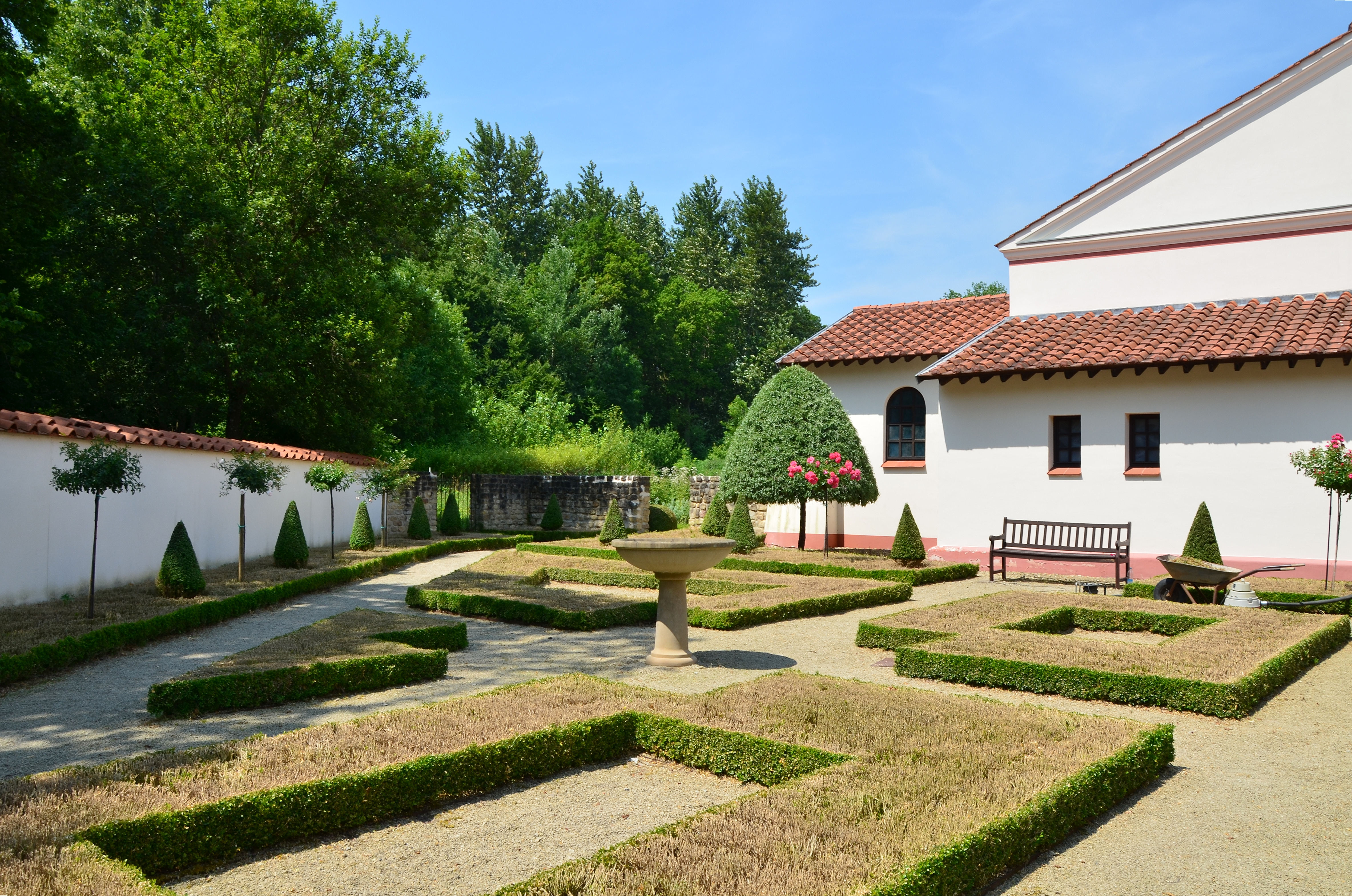
Jardines de la Villa Borg

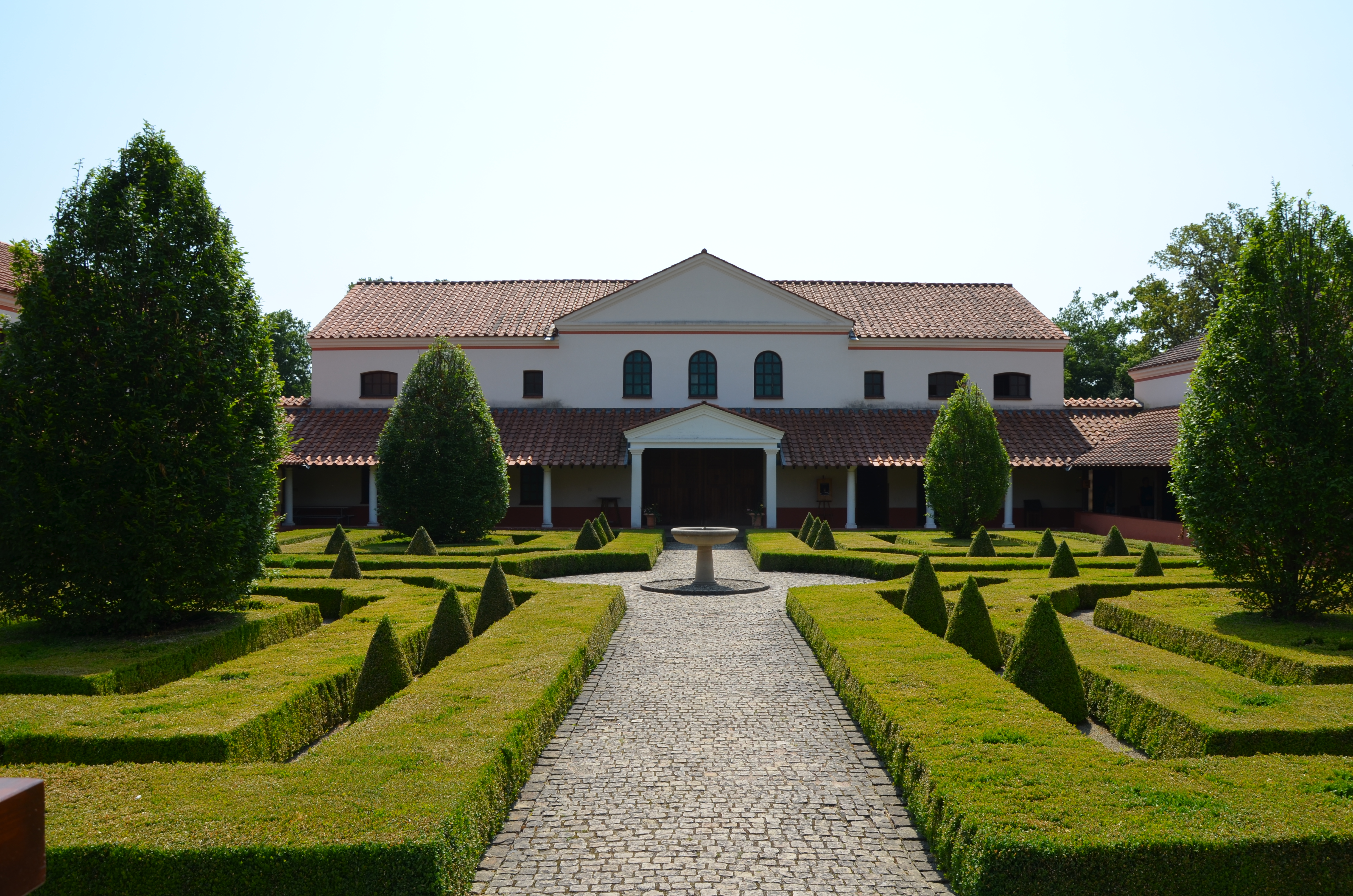
Patio interior

Los jardines, que se han diseñado de la manera más fiel posible mediante el análisis del polen y la bibliografía pertinente, constan de un jardín herbal con especias y plantas medicinales, así como de un huerto con frutas y verduras. La rosaleda y el jardín del patio interior también siguen el modelo romano y dan una idea de la arquitectura de los jardines romanos con sus fuentes y senderos.

## Talleres
En las zonas de talleres (soplado de vidrio, cerámica, herrería) los visitantes pueden ver y experimentar antiguas técnicas artesanales con ejemplos prácticos. El parque arqueológico colabora estrechamente con varias universidades. Destaca, debido a su proximidad, la cooperación con la Universidad del Sarre, pero también colabora con universidades como las de Colonia, Tréveris, Marburgo o Utrecht. También se programan eventos científicos con conferencias y seminarios, pero que también tienen un componente práctico, como experimentos o proyectos.

## Eventos
Todos los años se celebran una serie de eventos en los terrenos de la villa gracias al apoyo de una asociación promotora. Las actividades van desde exposiciones especiales hasta visitas a los jardines, pasando por veladas literarias y culinarias, talleres de panadería y conciertos. Destacan la Feria Internacional de Recreaciones (IRM), que tiene lugar en primavera, y las Jornadas Romanas (Römertage), que se celebran el primer fin de semana de agosto. Entre los invitados habituales al programa de las Jornadas Romanas figuran legiones de Bitburgo y Suiza y un grupo de gladiadores de Panonia. En 2011 se realizó por primera vez una demostración de equitación romana. Además, hay numerosos puestos, exposiciones y una cantina romana que gestiona la asociación promotora.